# نعنای شیرین‌بو
نعنای شیرین‌بو (نام علمی: Hyptis suaveolens) نام یک گونه از خانواده نعنائیان است.